# Nicole Kubes
Nicole Renee "Nikki" Kubes (ur. 22 sierpnia 1986) – amerykańska judoczka. Olimpijka z Aten 2004, gdzie odpadła w eliminacjach w wadze półciężkiej.
Startowała w Pucharze Świata w 2008. Piąta na mistrzostwach panamerykańskich w 2006 roku.

## Letnie Igrzyska Olimpijskie 2004
| Konkurencja | Rundy eliminacyjne        | Rundy eliminacyjne    | Repasaże                  | Klas. końcowa |
| Konkurencja | 1/32                      | 1/16                  | Przeciwnik I              | Miejsce       |
| ----------- | ------------------------- | --------------------- | ------------------------- | ------------- |
| 78 kg       | Warwara Masiagina (KAZ) Z | Céline Lebrun (FRA) P | Edinanci da Silva (BRA) P | III runda     |